# 伊良湖オーシャンリゾート
伊良湖オーシャンリゾート（いらごオーシャンリゾート、英: Irago Ocean Resort）は、愛知県田原市伊良湖岬にある、マイステイズ・ホテル・マネジメントが運営するリゾートホテル。

## 概要
海抜約100メートルの三方を海に面した高台にあり、遠州灘と伊勢湾・三河湾、及び神島・答志島などの三重県鳥羽市の島々を一望できる。
また眺望の点で優れているため、屋上に放送局のライブカメラや地元自治体の防災カメラなどが数台設置されており、東海地方のニュース・天気予報番組を中心にこの屋上からの風景映像が放映されることがある。
1968年（昭和43年）5月、「伊良湖ビューホテル」として開業。
2022年（令和4年）7月1日、日本ビューホテルからマイステイズ・ホテル・マネジメントに運営会社が変更となり、「伊良湖オーシャンリゾート」としての営業を開始した。

## 館内施設
開業からかなりの年月が経過しており、順次改装工事が実施されている。 
大浴場と軽食コーナーは2008年（平成20年）、レストランと最上階（7階）の客室は耐震工事とあわせ2013年（平成25年）に全面ニューアルされた。
更に伊良湖オーシャンリゾートへのリブランド後、2022年（令和5年）2月から約半年間実施されたリニューアル工事にて、全客室、レストラン、カフェ、売店などの改装、キッズルームの新設、館内全フロアの内装刷新、一部耐震工事の追加などが行われ、これを以って名実共に、伊良湖オーシャンリゾートへのリニューアルとなった。
以下は本リニューアル工事後の施設とその名称である。
- グリルブッフェレストラン

　　　　伊良湖ボールドキッチン
- メインダイニング トリデンテ
- カフェ&ショップ（売店）サラス
- キッズスペース
- 海の教会（結婚式場）
- 大浴場SPA（2022年4月開湯の[伊良湖温泉]から運搬する天然温泉）
- 屋外プール（夏期のみ営業）
- ゲームコーナー
- 卓球コーナー
- カラオケコーナー
- コインランドリー
- ペットハウス
- レンタサイクル

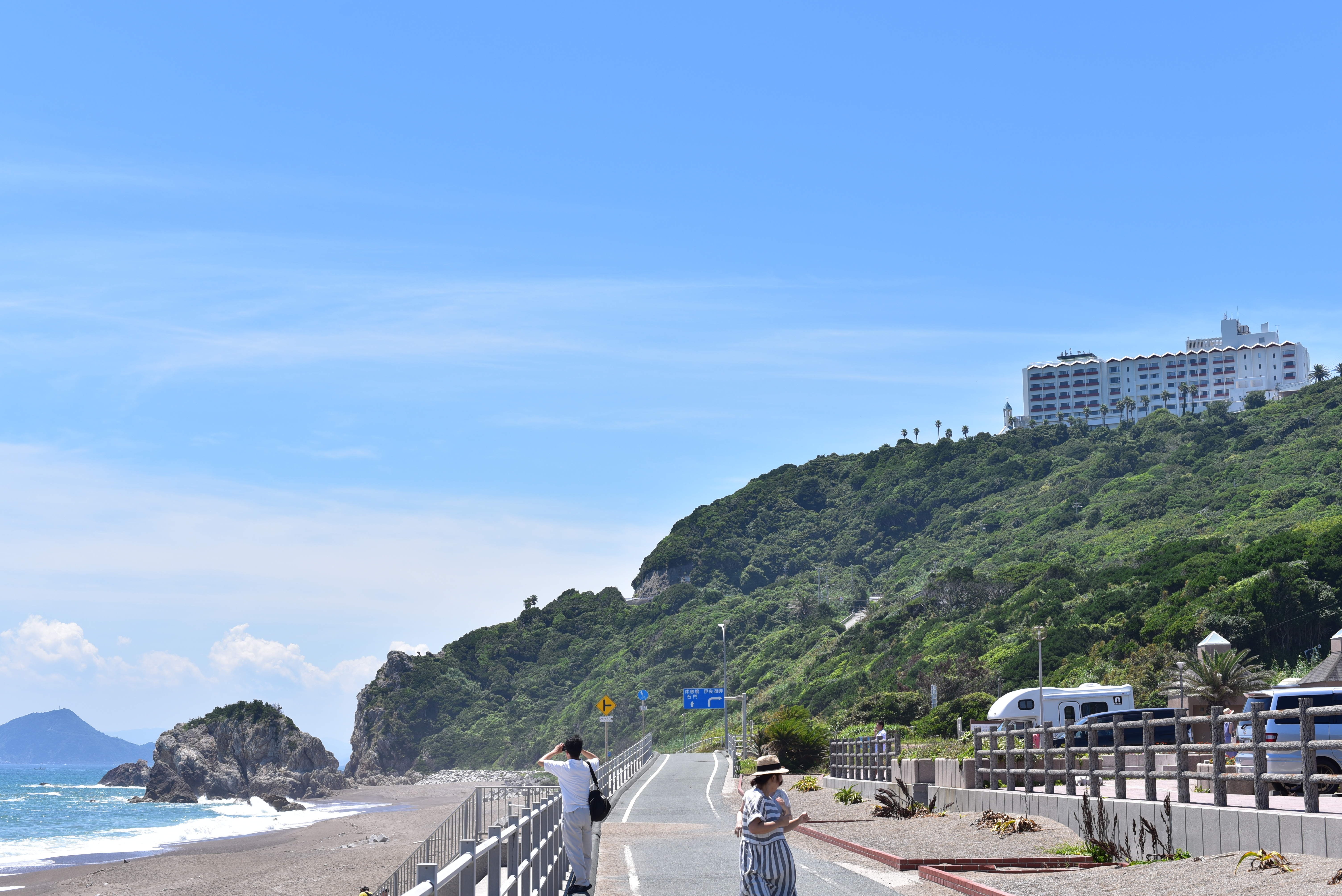
東側から伊良湖オーシャンリゾートを望む
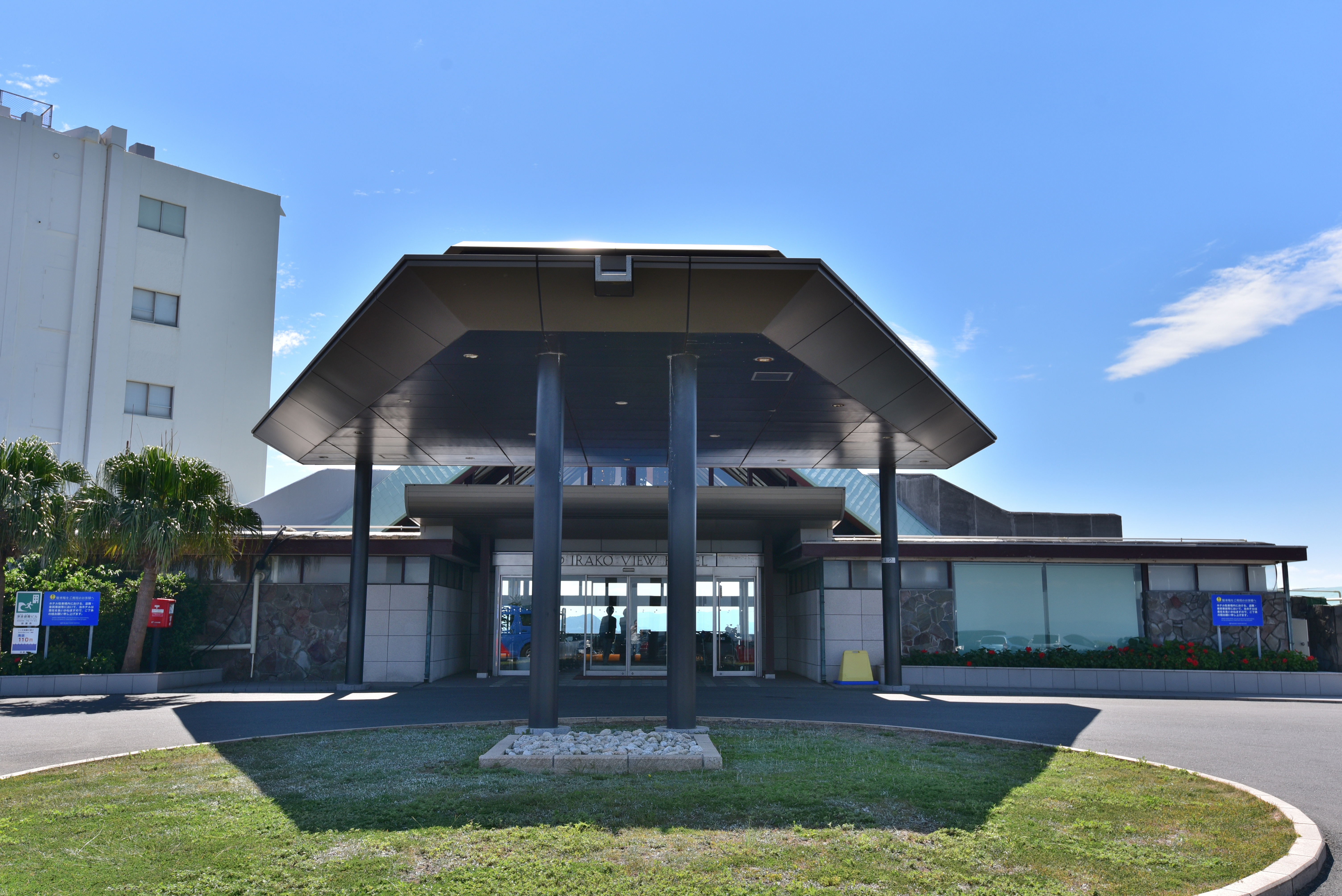
玄関
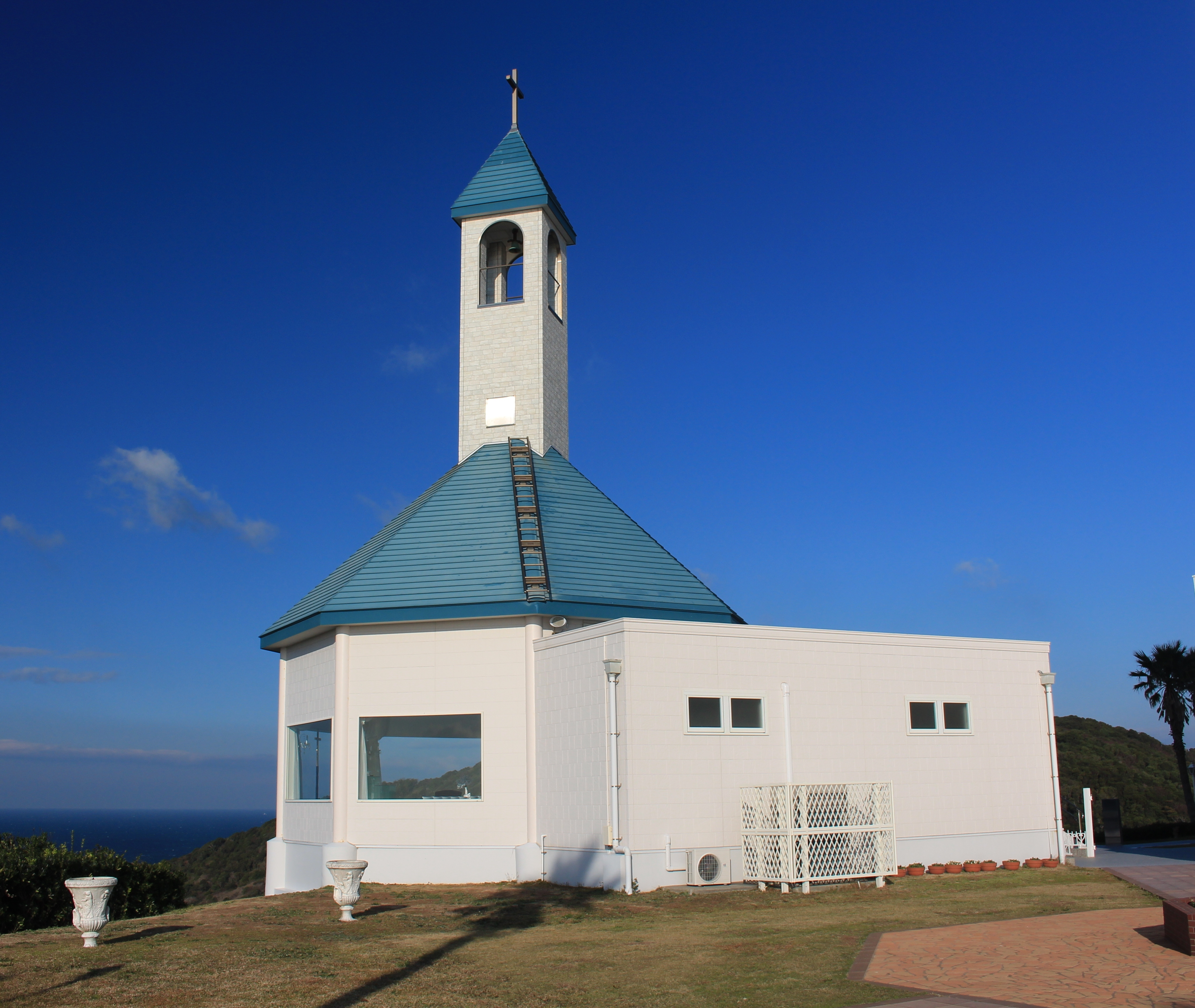
チャペル（海の教会）
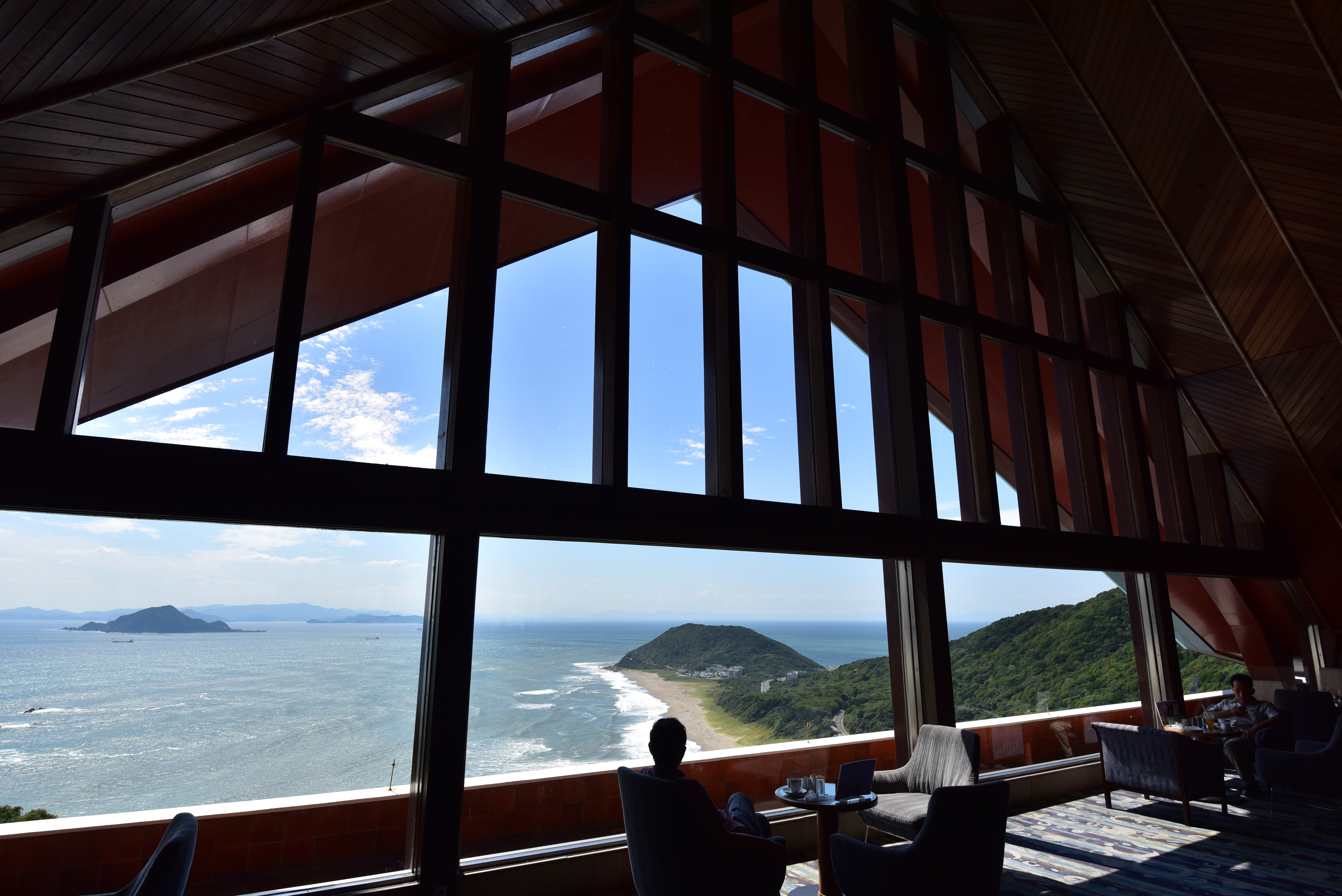
ホテルエントランスにあるSARAS Cafeから望む伊良湖岬 恋路ヶ浜

## 周辺
南側の海岸に『日出の石門』と呼ばれる岩礁があり、その展望地となる日出園地への遊歩道が整備されている。日出の石門と伊良湖岬との間には恋路ヶ浜が広がっており、その傍を愛知県道497号田原豊橋自転車道線（渥美サイクリングロード）が通っている。また北西には、宮山原始林（国指定天然記念物）がある。

## アクセス
JR東海道本線 / 飯田線・名鉄名古屋本線 豊橋駅、および伊良湖港から送迎バスが運行されている。ただし事前予約制となる。